# مالكوم ماركس
مالكوم ماركس (بالإنجليزية: Malcolm Marx)‏ هو لاعب اتحاد الرغبي جنوب أفريقي، ولد في 13 يوليو 1994 في جرميستون في جنوب أفريقيا.

## وصلات خارجية
- مالكوم ماركس عل موقع إسبنسكروم (الإنجليزية)
- مالكوم ماركس على موقع ItsRugby.co.uk (الإنجليزية)